# 빌헬름가 재판

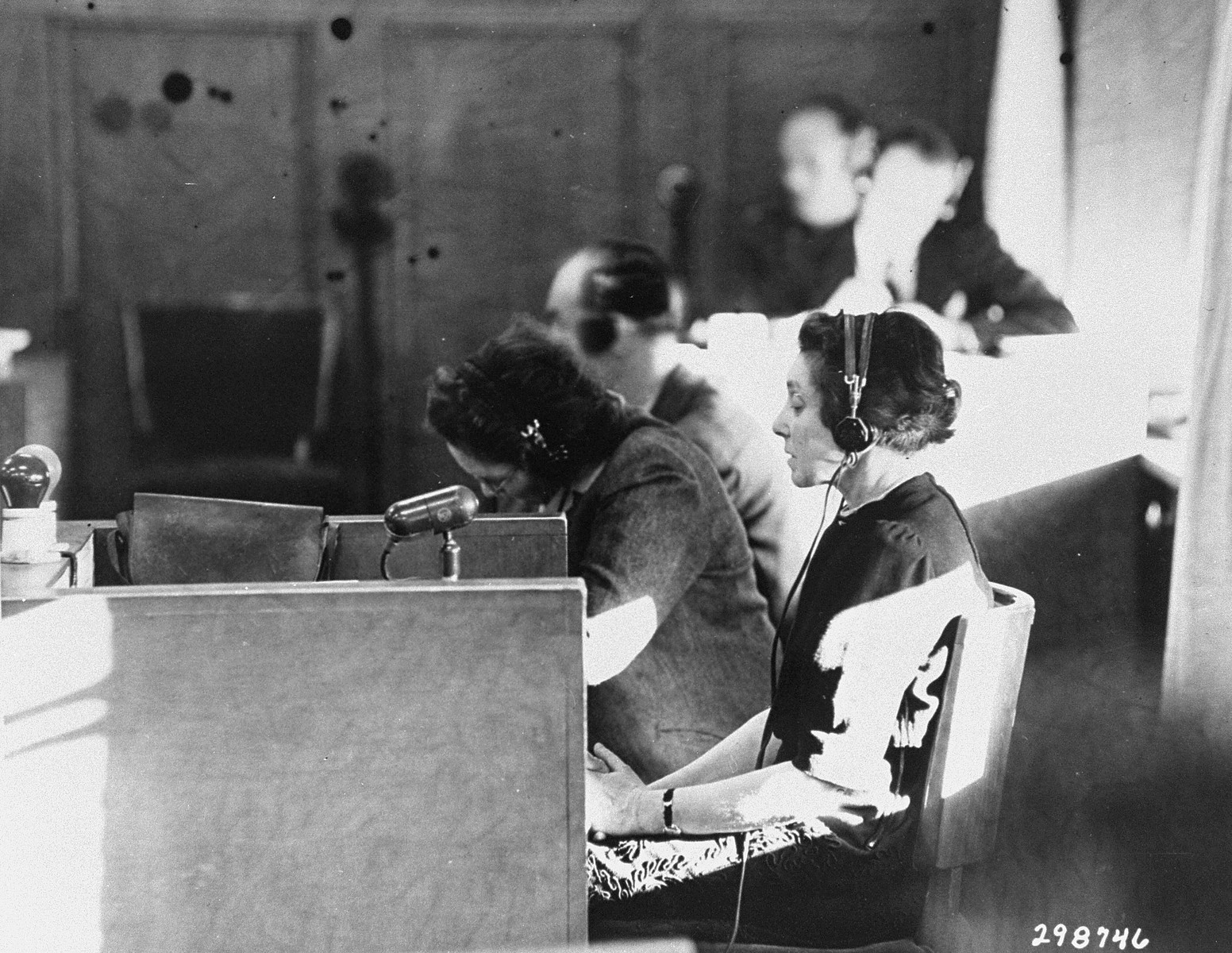
증인석에서 증언하는 마르타 모세.

미합중국 대 에른스트 폰 바이츠제커 외 판례(United States of America vs. Ernst von Weizsäcker, et al.) 또는 빌헬름 가 재판(독일어: Wilhelmstraßen-Prozess)은 제2차 세계 대전 이후 미군 군사법정에서 개최한 12차례의 전쟁범죄 재판(뉘른베르크 계속재판) 중 열한 번째 재판이다.
빌헬름 가는 베를린의 지명으로, 당시 독일 외무청(빌헬름 가 76번지)과 국가수상부(빌헬름 가 77번지)가 소재했던 곳이다. 피고인들은 나치 독일 시기 여러 정부 부처의 고위공무원들로, 독일 및 전쟁기간 점령국들에서 행해진 많은 잔학행위에 참여 또는 책임이 있다는 이유로 기소되었다.
판사는 윌리엄 C. 크리스티안슨(재판장), 로버트 F. 맥과이어, 레온 W. 파워스였다. 검사인단 대표는 텔퍼드 테일러, 수석 검사는 로버트 켐프터였다. 기소는 1947년 11월 15일 이루어졌으며 공판은 1948년 1월 6일부터 같은 해 11월 18일까지 계속되었다. 판결은 1949년 4월 13일 내려졌다. 총 12개의 뉘른베르크 계속재판 중 이 재판이 가장 오래 진행되었고 또 가장 마지막으로 끝났다. 기소된 21명 중 2명만 무혐의 석방되고 나머지는 모두 기소내용들 중 최소 하나 이상에 대해 유죄가 확정되었다. 유죄가 확정된 피고들은 3년형에서 25년형 사이의 징역을 선고받았다.
다만 유죄가 확정된 피고들은 대부분 1950년대에 감형되거나 석방되었다.

## 기소 내용
1. 침략전쟁을 계획, 준비, 개시, 관리한 죄
2. 계획 및 음모 일체.
3. 전쟁범죄: 군인 및 전쟁포로들에 대한 살해와 학대의 죄.
4. 인도에 반한 죄: 1933년에서 1939년 사이 정치적, 인종적, 종교적 이유로 독일 국민들을 박해한 죄.
5. 인도에 반한 죄: 민간인과 형사상 피의자들을 박해한 죄.
6. 인도에 반한 죄: 강도 및 약탈의 죄.
7. 인도에 반한 죄: 노예노동의 죄.
8. 범죄조직의 일원인 죄

## 피고인 목록
| 성명                                     | 사진 | 신상 | 양형                                                    |
| ---------------------------------------- | ---- | --- | ------------------------------------------------------- |
| 에른스트 폰 바이츠제커                   |      | 친위대 여단지도자. 요아힘 리벤트로프가 장관일 시절 외무청 차관. 1943년 이후 정좌 대사.                   | 7년형. 1949년 12월 12일 5년으로 감형. 1950년 10월 석방. |
| 구스타프 아돌프 슈텐그라흐트 폰 모일란트 |      | 1945년까지 외무청 차관(바이츠제커의 후임).                                                               | 7년형. 1949년 12월 12일 5년으로 감형. 1950년 석방.      |
| 빌헬름 케플러                            |      | 차관. 히틀러의 경제고문.                                                                                 | 10년형. 1951년 석방.                                    |
| 에른스트 빌헬름 보흘레                   |      | NSDAP 대관구지도자. 외무청 차관. NSDAP 외무조직(Auslandorganisation) 장.                                 | 5년형.                                                  |
| 에른스트 보어만                          |      | 외무청 차관. 외무청 정치국장. 왕징웨이 정권 중국 주재 대사.                                              | 7년형. 1949년 12월 12일 5년으로 감형. 1951년 석방.      |
| 카를 리터                                |      | 외무청과 국방군 최고사령부(OKW)간 연락 담당자.                                                           | 4년형. 수용기간으로 형기를 채워 판결 직후 석방.         |
| 오토 폰 에르트만스도르프                 |      | 외무청 차관. 보어만의 부관.                                                                              | 무혐의 석방.                                            |
| 에드문트 페젠마이어                      |      | 헝가리 주재 공사.                                                                                        | 20년형. 1951년 10년으로 감형. 동년 석방.                |
| 한스 하인리히 라머스                     |      | 친위대 상급집단지도자. 국가수상부장.                                                                     | 20년형. 1951년 1월 10년으로 감형. 1951년 12월 석방.     |
| 빌헬름 슈투카르트                        |      | 국가내무부 차관.                                                                                         | 수용기간(3년 10개월)으로 형기 채워 석방.                |
| 리하르트 발터 다레                       |      | 국가식품농무부 장관.                                                                                     | 7년형. 1950년 석방.                                     |
| 오토 마이스너                            |      | 대통령부장.                                                                                              | 무혐의 석방.                                            |
| 오토 디트리히                            |      | NSDAP 국가언론주필. 국가대중계몽선전부 제2차관(1937년-1945년).                                           | 7년형. 1950년 석방.                                     |
| 고틀로프 베르거                          |      | 친위대 상급집단지도자. 친위대 본부 본부장.                                                               | 25년형. 1951년 10년으로 감형. 동년 석방.                |
| 발터 셸렌베르크                          |      | 친위대 여단지도자. 게슈타포 2인자. 보안국(SD) 국장, 해외방첩청장. 합동비밀원장(빌헬름 카나리스의 후임).. | 6년형                                                   |
| 요한 루트비히 그라프 슈베린 폰 크로지크  |      | 국가재정장관. 백작 작위 보유한 구 제국 귀족.                                                             | 10년형. 1951년 석방.                                    |
| 에밀 풀                                  |      | 국가은행 부총재.                                                                                         | 5년형.                                                  |
| 카를 라셰                                |      | 드레스트너 은행 은행장.                                                                                  | 7년형.                                                  |
| 파울 쾨르너                              |      | 항공부 차관. 헤르만 괴링의 부관.                                                                         | 15년형. 1951년 10년으로 감형. 동년 석방.                |
| 파울 플리거                              |      | 국가공장 헤르만 괴링(노예노동을 하던 국유 복합기업) 공장장.                                              | 15년형. 1951년 10년으로 감형. 동년 석방.                |
| 한스 케를                                |      | 군비부 차관. 계획청 청장.                                                                                | 15년형. 1951년 석방.                                    |

다레의 후임 국가농무장관 헤르베르트 바케는 1947년 4월 6일 자살하여 기소되지 못했다.

## 참고 문헌
- Description from the U.S. Holocaust Memorial Museum.
- Another description
- Transcript 보관됨 2011-05-25 - 웨이백 머신 of a German radio broadcast from 1999 (in German).